# Правдоподобие
Правдоподобие (англ. verisimilitude или truthlikeness) в философии науки — приближенность теории или гипотезы к истине в той или иной степени. 
Предполагается, что научные теории могут быть сравнимы друг с другом по степени своего правдоподобия. Первая попытка определения правдоподобия принадлежит Карлу Попперу, который при помощи правдоподобия объяснял возможность прогресса в науке. Формальное определение правдоподобия было предложено Карлом Поппером в 1960 году на Международном конгрессе по логике, методологии и философии науки. После концепция правдоподобия рассматривалась Поппером в работах “Предположения и опровержения: рост научного знания” (1963) и “Объективное знание: эволюционный подход” (1972). В скором времени, одновременно и независимо друг от друга, Д. Миллер (1974) и П. Тихий (1974) доказали, что определение правдоподобия Поппера несостоятельно: ни одна ложная теория не может быть определена однозначно как более правдоподобная, чем другая ложная теория. Таким образом, возникает необходимость создания надёжного определения правдоподобия теории. 

## Концепция правдоподобия Карла Поппера
Поппер рассматривает научный прогресс как движение от одной проблемы к другой, углубляясь все дальше и дальше. Противоречия возникают только в случае конфликта теорий, внутри одной теории или в результате столкновения теории с наблюдениями. Основная задача учёного: решение проблемы путём построения теории, которая решает эту проблему путём объяснения неожиданных или необъяснённых ранее наблюдений. Введение в науку новой теории порождает ряд проблем: необходимость согласования с существующими теориями, проведение новых способов проверки теории, порождение новых проблем.

### Объективность истины
Знакомство с теорией истины Тарского позволило Попперу в своих исследованиях обращаться к понятию “истина”. Как отмечает Поппер, Тарский “реабилитировал теорию соответствия, то есть теорию абсолютной, или объективной, истины”. Тарский показал, что для выражения соответствия высказываний фактам необходимо использовать метаязык, в котором можно говорить о высказываниях и о фактах, к которым относятся эти высказывания. Поппер критикует теории истины, которые называет субъективистскими. Рассмотрение понятия знания как особого вида обоснованной рациональной веры требует формулирования критерия критерия для различения обоснованной веры от других её видов.
Преимущество объективной теории истины состоит в том, что она позволяет высказывать утверждения, такие как: “некоторая теория может быть истинной, даже если никто не верит в неё и даже если нет причин для её признания или для веры в то, что она истинна; другая же теория может быть ложной, хотя у нас имеются сравнительно хорошие основания для её признания”. Также объективная теория истины делает совершенно естественным следующее: “даже тогда, когда мы наталкиваемся на истинную теорию, мы, как правило, можем только догадываться об этом и для нас может оказаться невозможным узнать, что это и есть истинная теория.”  
Поппер рассматривает объективную истину как регулятивный принцип. В научной деятельности мы стремимся найти истинные теории или теории, которые ближе к истине, чем другие теории. Вместе с тем, у нас нет общего критерия, который позволил бы отличить истины (за исключением, может быть, тавтологий). Поппер считает, что у нас есть критерий прогрессивного движения к истине, который Поппер может сформулировать.
Руководствуясь истиной как регулятивной идеей, необходимо, как считает Поппер, признавать возможную ошибочность наших теорий. Принцип фальсификационизма признаётся Поппером критерием демаркации рациональной науки. Фальсификационизм, совместно с представлением об объективной истине, делают возможными рациональную дискуссию и поиск ошибок в существующих теориях . Поппер подчеркивает, что “сама идея ошибки и способности ошибаться включает в себя идею объективной истины как стандарта, которого мы, возможно, не достигаем”.

### Определение понятия правдоподобия
Карл Поппер предлагает определить понятие правдоподобности в терминах истины и содержания. Под содержанием некоторого высказывания a понимается класс всех логических следствий этого высказывания. Если высказывание a истинно, то истинны также и все следствия этого класса. Но если высказывание a ложно, то его содержание будет состоять из подкласса истинных и подкласса ложных утверждений. Поппер указывает на то, что независимо от истинности или ложности некоторого высказывания, в его содержании может быть больше или меньше истины. Под “истинным содержанием” высказывания а Поппер понимает класс истинных логических следствий высказывания, а класс ложных высказываний — “ложным содержанием”. Поппер вводит следующее определение правдоподобия:
Предполагая, что истинное содержание и ложное содержание двух теорий t1 и t2 сравнимы, можно утверждать, что t2 ближе к истине или лучше соответствует фактам, чем t1, если, и только если, выполнено хотя бы одно из двух условий:
(а) истинное, но не ложное содержание t2 превосходит истинное содержание t1;

(б) ложное, но не истинное содержание t1 превосходит ложное содержание t2 .
Основываясь на этом определении, Поппер вводит также понятие меры правдоподобия a: 
{\displaystyle Vs(a)=Ct_{T}(a)-Ct_{F}(a)}
где CtT(a) — мера истинного содержания a, CtF(a) — мера ложного содержания a.

## Консеквенциальный подход
Определение правдоподобия Поппера основывается на введённом в нём понятии истинного и ложного содержания, которое определяется всеми выводимыми из теории пропозициями и положениями. Любое истинное  следствие теории будет приближать её к истине, а ложное, соответственно, отдалять.
Допустим у нас есть система с тремя атомарными высказываниями: жарко (h), дождливо (r) и ветрено (w). Ситуация, когда жарко, дождливо и ветрено будет выражена полной конъюнкцией h&r&w. Высказывание о том, что холодно, сухо и штиль будет выражаться другой полной конъюнкцией ~h&~r&~w и будет иметь меньшую степень правдоподобия, чем высказывание, что сейчас холодно, дождливо и ветрено (~h&r&w). А пропозиция  (~h&~r&w) по приближённости к истине будет находиться где-то между ними. В подходе же Поппера все эти три ложных по отношению к действительному положению дел высказывания имеют одинаковую значимость для определения степени правдоподобия. 
Кроме того, может оказаться, что не все следствия, выведенные из теории, могут быть одинаково релевантными для определения правдоподобия. Так, из ложного высказывания, что сейчас жарко и сухо h&~r, может быть выведено истинное следствие h. Другие истинные следствия, такие как h∨r, h∨w и h∨~w, не увеличивают степень правдоподобия h&~r . В предложении, соответствующем h&~r, ничего не говорится о ветрености, поэтому пропозиция w может быть заменена любой другой атомарной пропозицией. Сказать, что истинные следствия h∨w или hv~w приближают h&~r к истине, будет означать, что мы дважды посчитали вклад h в увеличение степени правдоподобия h&~r.
В подходе, который опирается на отношение следования, в отличие от содержательного подхода, некоторые следствия признаются релевантными, а другие — нет. Пусть R будет критерием релевантности следствий; AR будет множеством релевантных следствий из А. Критерий R должен соответствовать ограничению, что А должно быть восстановимо из AR . Релевантное истинностное содержание А может быть выражено как AR∩T, а релевантное ложное содержание А может быть выражено как AR∩F. Так как AR = (AR∩T)∪(AR∩F), то  объединение истинных и ложных релевантных следствий А эквивалентно самому А. И когда А истинно, AR∩F пусто, то есть А эквивалентно только AR∩T. С учётом этого ограничения предложенное Поппером определение правдоподобия может быть переформулировано следующим образом: одна теория более правдоподобна чем другая, если её релевантное истинное содержание больше, а её релевантное ложное содержание не больше.

## Правдоподобие как сходство
Ещё один подход к определению правдоподобия научной теории опирается на понятие сходства. Этот подход основывается на том, что теории могут быть представлены в виде классов возможных миров, которые представляют все положения дел, предполагаемые рассматриваемой теорией . Сходство между отдельными возможными мирами рассматривается в качестве примитивного понятия, а возможные миры заменяются на свои максимально подробные описания, выраженные на языке L. Каждому возможному миру соответствует своя конституента — полная конъюнкция всех атомарных переменных, определяющих состояние среды. 
Таким образом, различие между двумя конституентами будет определяться по количеству атомарных высказываний, которые различны для данной пары.
Для того, чтобы принцип сходства для определения правдоподобия мог применяться не только для простых пропозиций, но и для сравнения конкурирующих друг с другом теорий, каждая теория Hi будет представлена на первопорядковом языке как дизъюнкция своих конституент. В этом случае правдоподобность теории будет зависеть от сходства возможных миров теории Hi и истины. Пусть C* — полная объективная истина τ, то есть истинная конституента L, теории H соответствует дизъюнкция состояний C1, C2, ..., Cn, а отличие Ci от C* обозначается как di*. Тогда отличие теории H от истины C* будет вычисляться функцией среднего {\displaystyle \sum {d_{i*} \over n}}. 

## Эпистемологическая проблема правдоподобия
Одним из основных мотивов возникновения потребности в создании концепции правдоподобия является фаллибилизм. Эта концепция обеспечила бы возможность прогресса в науке, который движется путём поочередной замены одних ложных теорий на другие. В случае отсутствия надёжной концепции правдоподобия истина все ещё может оставаться в качестве окончательной цели научного исследования, но при условии, что постепенное приближение к ней практически невозможно. Остаётся открытым вопрос о том, столь ли для нас важна возможность постепенного продвижения к истине, которая либо познаваема, либо нет. В случае, если истина может быть достигнута, то концепция правдоподобия оказывается не столь важной. Если же истину установить нельзя, то степень правдоподобия наших теорий и гипотез тоже останется неизвестной. Таким образом, может быть поставлен вопрос о необходимости концепции правдоподобия. Рассмотренные выше ситуации не представляются удовлетворительными, особенно для того, чтобы обосновать возможность научного прогресса, в существовании которого сложно сомневаться. Но так как истина нам неизвестна, то предложенные Поппером или последующими исследователями способы определения правдоподобия кажутся нереализуемыми. Поэтому требуется каким-то образом объяснить, как возможно сравнивать правдоподобность теорий в условиях незнания истины.  
Одно из возможных решений было предложено Нийнилуото. Отличие Tr(H,C*) гипотетической теории H   от неизвестной истины C* может оцениваться как ожидаемое значение степени правдоподобия теории. Для этого нужно присвоить значение эпистемической вероятности конституента при условии наличия некоторого свидетельства P(Ci|e). Тогда ожидаемое правдоподобие теории H при наличии свидетельства e ver(H|e) будет определяться суммой {\displaystyle \sum _{i}p(C_{i}|e)Tr(H,C_{i})}, где i пробегает по всем конституентам и Tr(H,Ci) принимает значение степени правдоподобия теории H, если бы Ci было истинным конституентом. Если из свидетельства e следует, что Cj является истинным конституентом, то ожидаемое правдоподобие теории H при наличии свидетельства e будет равно Tr(H,Сj).